# Масазо Нонака
Масазо Нонака (јап. 野中正造; Ашоро, 25. јул 1905 — Ашоро, 20. јануар 2019) био је јапански суперстогодишњак који је према гинисовој књизи рекорда носио титулу најстаријег живог мушкарца на свету у периоду од 29. јануара 2018. до 20. јануара 2019. године.

## Биографија
Масазо Нонака рођен је у Ашороу, Хокаидо, Јапан, 25. јула 1905. године. Његови родитељи били су Масуџиро и Кијо Нонака. Имао је два брата и три сестре, од којих је био најстарији. 1931. године, оженио се Хатсуно Нонаком, са којом је имао петоро деце. Његова супруга преминула је 1992. године.
25. јула 2015. године, прославио је свој 110. рођендан, поставши суперстогодишњак.
3. априла 2016. године након смрти 110-годишње Теру Хатакејаме, постао је најстарија жива особа у префектури Хокаидо.
29. октобра 2016. године, након смрти 112-годишњег Масамитсуа Јошиде, постао је најстарији живи мушкарац у Јапану.
11. августа 2017. године,  након смрти 113-годишњег Израела Криштала из Израела, постао је најстарији живи мушкарац на свету.
Масазо Нонака преминуо је у Ашороу, Хокаидо, Јапан, 20. јануара 2019. године, у доби од 113 година и 179 дана. Након његове смрти, тада 113-годишњи Густав Гернет из Немачке, преузео је титулу најстаријег живог мушкарца на свету.